# Marcel Lorenz
Marcel Lorenz (* 5. Januar 1982 in Sonneberg) ist ein ehemaliger deutscher Rennrodler.
Marcel Lorenz war seit 1990 Rennrodler und startete für den BSR Rennsteig Oberhof. Schon Im Jugendbereich startete er gemeinsam im Doppelsitzer mit Christian Baude. Ihr größter Erfolg bei den Junioren war ein dritter Platz bei den Juniorenweltmeisterschaften 2002. Der Sportsoldat der Bundeswehr (Stabsunteroffizier) qualifizierte sich mit seinem Partner durch einen zweiten Platz beim Weltcuprennen in Oberhof 2005 für die Weltmeisterschaften 2005. Dort erreichte das Duo einen 12. Rang. Ende Februar 2008 beendeten Lorenz/Baude ihre Karriere.